# Paweł Rusin
Paweł Rusin (ur. 5 marca 1992 w Rzeszowie) – polski siatkarz, grający na pozycji przyjmującego. 
Swoje pierwsze kroki siatkarskie stawiał w drużynie Tęcza Sędziszów Małopolski (ówczesna IV liga podkarpacka). W latach 2011–2014 występował w Błękitnych Ropczyce. Od 2014 roku i przez kolejne 4 lata grał w klubie TSV Sanok. W sezonie 2018/2019 reprezentował barwy KS Lechii Tomaszów Mazowiecki. W 2019 roku postanowił przenieść się do klubu z województwa lubelskiego do LUK Politechniki Lublin. Wraz z drużyną z Lublina w sezonie 2020/2021 osiągnął upragniony awans do Plusligi równocześnie zdobywając Mistrzostwo I ligi. Od sezonu 2021/2022 jest zawodnikiem Cerradu Enea Czarni Radom.

## Sukcesy klubowe

### juniorskie
Akademickie Mistrzostwa Europy:
- 2017

### seniorskie
Mistrzostwo I ligi:
- 2021, 2025[5]
- 2020